# 맥박

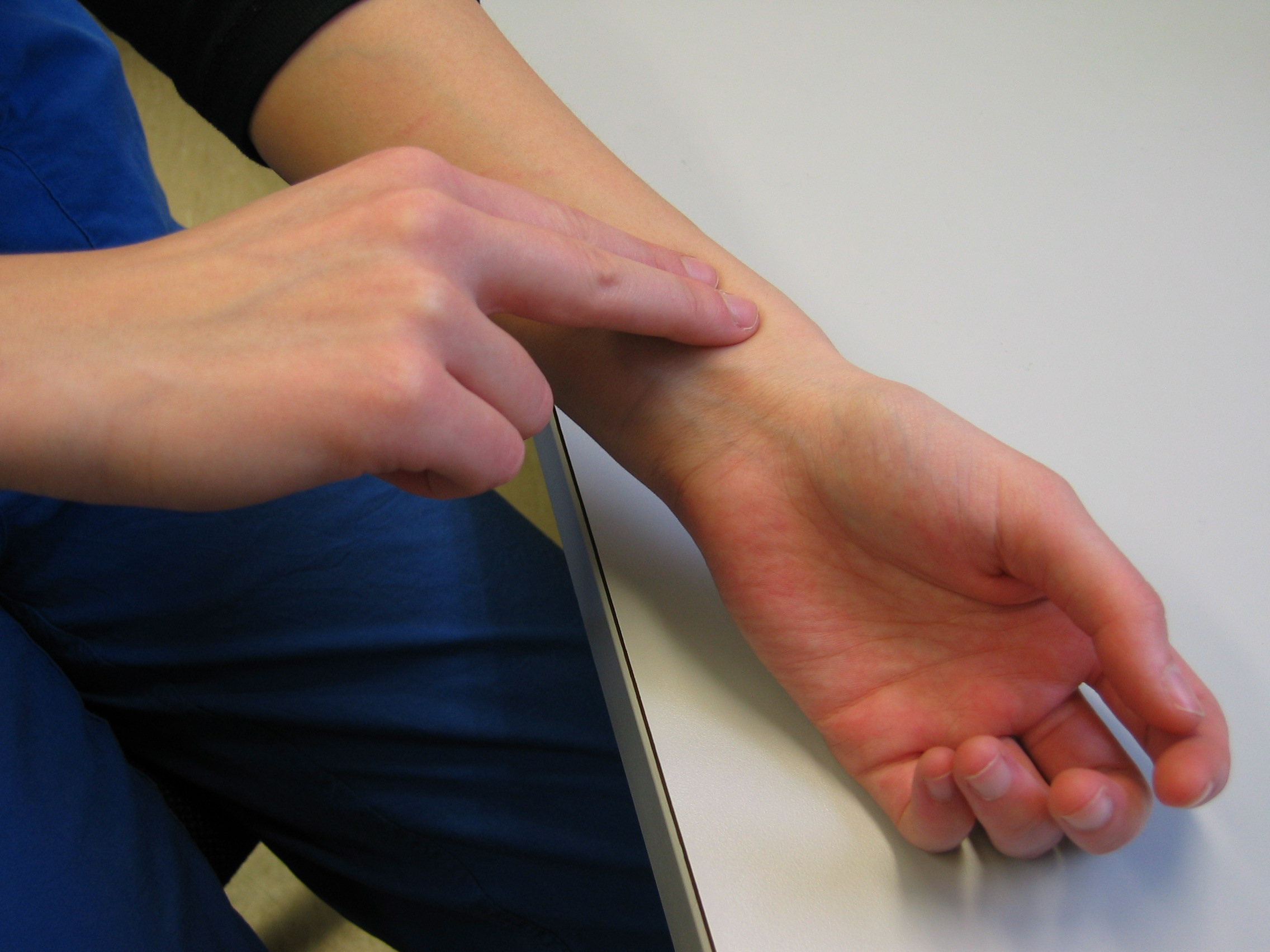
맥박을 재고 있는 모습.

맥박(脈搏, pulse)은 한 사람의 심장 박동에 따라 일어나는 동맥의 주기적인 파동을 말한다. 맥박을 진단하는 일은 맥진(脈診) 또는 진맥(診脈)이라고 한다.
맥박은 훈련된 손가락 끝으로 심장 주기(심장 박동)의 동맥 촉각 촉진을 나타낸다. 맥박은 목(경동맥), 손목(요골 동맥), 사타구니(대퇴 동맥), 무릎 뒤(대퇴 동맥), 발목 관절 근처(후경골 동맥) 및 발(발등 동맥) 등 신체 표면 근처에서 동맥이 압박될 수 있는 모든 위치에서 촉진될 수 있다. 맥박(또는 분당 동맥 맥박 수)은 심박수를 측정하는 것과 동일하다. 심박수는 청진을 통해 심장 박동을 듣고 전통적으로 청진기를 사용하여 1분간 세어 측정할 수도 있다. 방사형 맥박(radial pulse)은 일반적으로 세 개의 손가락을 사용하여 측정된다. 여기에는 이유가 있다. 심장에 가장 가까운 손가락을 사용하여 맥압을 막고, 가운데 손가락을 사용하여 대략적인 혈압 추정치를 얻으며, 심장에서 가장 먼 쪽 손가락(보통 약지)을 사용하여 혈압을 측정한다. 두 동맥이 손바닥 궁(표면 및 심부)을 통해 연결되므로 척골 맥박의 효과를 무효화한다. 맥박에 대한 연구는 맥박학(sphygmology)으로 알려져 있다.

## 일반 맥박 속도
일반 맥박 속도는 휴지 상태에서 BPM 단위로 측정한다:
| 신생아 (0-3개월) | 유아 (3 — 6개월) | 유아 (6 — 12개월) | 어린이 (1 — 10년) | 10세 이상의 어린이 및 성인 | 잘 훈련 받은 성인 운동선수 |
| ---------------- | ---------------- | ----------------- | ----------------- | -------------------------- | -------------------------- |
| 100-150          | 90–120           | 80-120            | 70–130            | 60–100                     | 40–60                      |

맥박은 전반적인 심장 건강과 체력 수준을 가늠하는 척도로 이용할 수 있다. 일반적으로 낮을수록 좋지만 심동지완(서맥)은 위험할 수 있다. 매우 낮은 심박 증상이 오면 무기력함, 에너지 감소, 피로를 유발할 수 있다.

## 측정
맥박 세기는 다음과 같이 보고된다.
- 0 = 없음 (Absent)
- 1 = 맥박을 거의 느낄 수 없음 (Barely palpable)
- 2 = 맥박을 쉽게 느낄 수 있음 (Easily palpable)
- 3 = 맥박이 완전함 (Full)
- 4 = 튀어오를 만큼의 정도 (Aneurysmal / bounding)

## 같이 보기
- 심박수
- 심박계
- 맥박압